# 威廉·歐內斯特·亨利

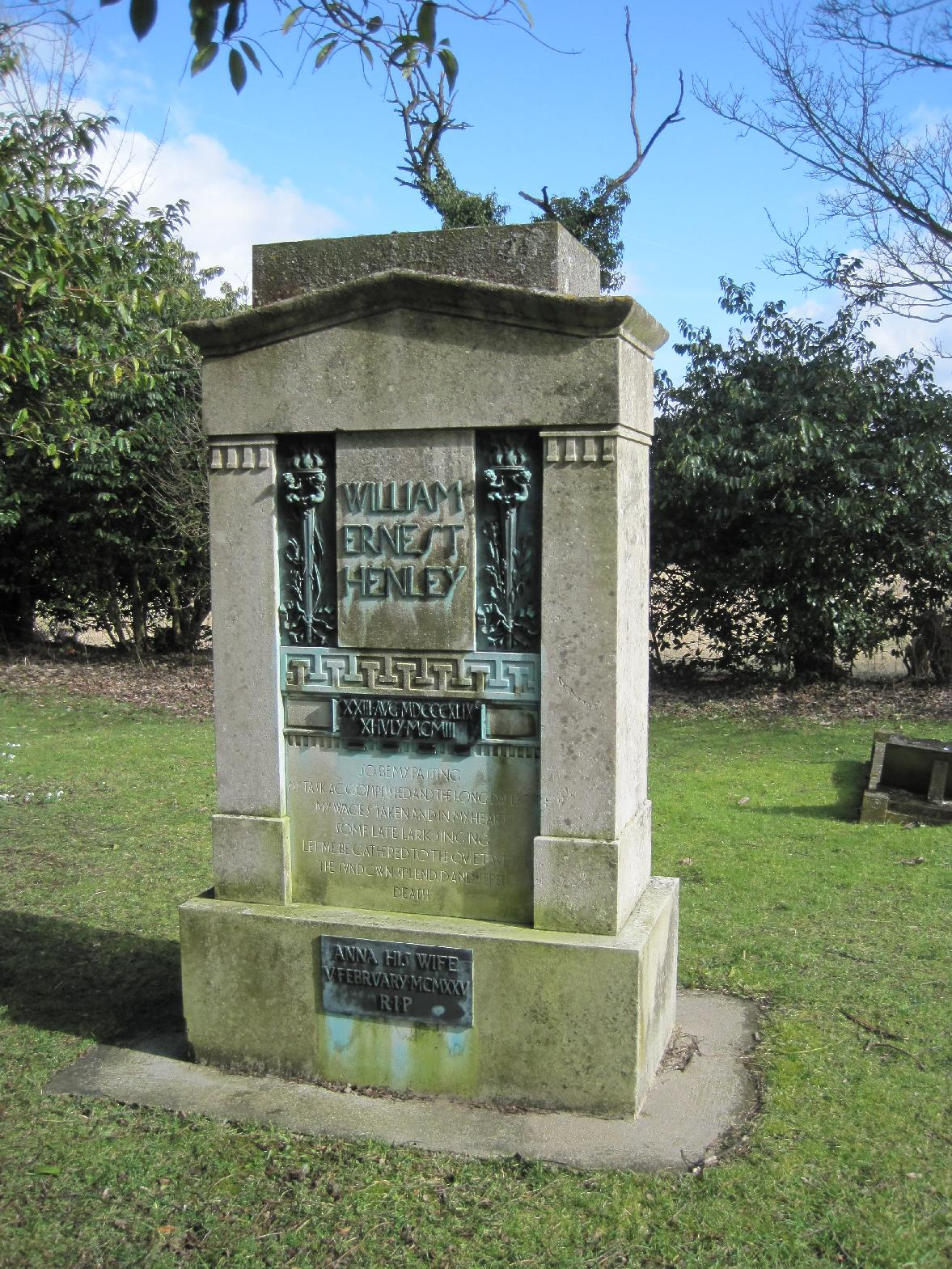
亨利的墓碑

威廉·歐內斯特·亨利（William Ernest Henley，1849年8月23日—1903年7月11日）是一位英格蘭詩人、文學評論家和編輯，以其1875年寫就的詩作《Invictus》出名，這部作品在2009年上映的英語同名電影《打不倒的勇者》中多次出現。

## 生平
威廉·歐內斯特·亨利出生於英格蘭的格洛斯特，是家中長子，有四個弟弟和一個妹妹。其父威廉是書商和文具商，死於1868年。其母為瑪麗·摩根（Mary Morgan），是詩人約瑟夫·沃頓（Joseph Wharton）的親戚。1861年至1867年間，亨利在格洛斯特的“Crypt School”讀書，當時曼島的一名詩人托馬斯·愛德華·布朗（Thomas Edward Brown，1830 – 1897）任該校校長，對亨利的文學天賦頗為讚賞，他們二人終生保持著友誼。布朗逝世時，亨利為他在當時一份叫做《New Review》的報刊上撰寫了訃聞。
亨利自12歲起就患有骨結核，1868年至1869年的某一天不得不截去左腿以防止病情擴散。 他的疾病使得他沒有辦法繼續學業，因為在1867年前往倫敦擔任新聞工作者。
1878年1月22日娶漢娜·約翰遜·博伊爾（Hannah Johnson Boyle）為妻。 1888年9月4日其妻產下女兒瑪格麗特·亨利（Margaret Henley），瑪格麗特也自小病弱，後在1894年病逝，J·M·巴里是她的少年玩伴，後來瑪格麗特成為了《彼得·潘》中“溫蒂”的靈感來源。
後來亨利轉行做了出版商，1889年成為愛丁堡的一家小報《蘇格蘭觀察家》（Scots Observer）的編輯，他在這裡工作了四年。 1903年因結核病在位於沃金的家中逝世，他與女兒一起葬在貝德福德郡的一個墓園裡。

## 外部連結
- William Henley的作品  - 古騰堡計劃
- Poetry Archive: 137 poems of William Ernest Henley （页面存档备份，存于）
- "The Difference", a poem by Florence Earle Coates